# Bulbofilum
Bulbofilum (lat. Bulbophyllum), veliki biljni rod s preko 2000 vrsta orhideja, trajnica koje rastu po tropskim krajevima Afrike, Azije, Amerike i Australije. U rod su uklopljene i vrste iz nekadašnjih rodova  Acrochaene, Phyllorkis, Epicranthes  i Monomeria.

## Vrste
Vidi Popis vrsta roda Bulbophyllum